# Tube Lines
La Tube Lines Limited, aussi connu sous le nom de Tube Lines JNP, est un ancien consortium privé créé dans le but d'offrir des services d'entretien et de modernisation de certaines lignes du métro de Londres en partenariat public-privé. La compagnie était la propriété d'Amey plc (une filiale de Grupo Ferrovial) et de Bechtel avec un siège-social à Londres. Formée le 31 décembre 2002, Tube Lines est intégrée au métro de Londres le 7 mai 2010 à la suite de problèmes financiers.

## Partenariat
Le contrat de trente ans entre Tube Lines et Transport for London comprenait l'entretien, la rénovation et la mise à niveau des infrastructures de trois lignes du métro londonien : Jubilee line, Northern line et Piccadilly line. Ceci comprenait 255 rames de métro, plus de 300 km de rails, la signalisation, les travaux ingénierie, plus de 2 500 ponts, escaliers roulant et élévateurs, ainsi que cent stations. À partir de janvier 2003, le consortium devait effectuer ces travaux contre rémunération par Transport for London. Le reste du réseau londonienne avait été attribué à un autre consortium, Metronet.
Tube Lines a rencontré des difficultés dans la rénovation des lignes et a demandé un montant supplémentaire de 1,75 milliard £ à Transport for London. Cette dernière a refusé et un arbitre a finalement accordé 400 millions £ à la compagnie. Lors de la revue des termes prévue au contrat, Transport for London a annoncé le 7 mai 2010 qu'elle rachèterait les parts de Bechtel et Amey (Ferrovial) pour 310 millions £. Le personnel et les actifs ont été intégrés au métro de Londres.  
L'absorption de Tubes Lines fait suite à celle de Metronet, à la suite de la faillite de cette dernière. Ceci signifie que les partenariats public-privé pour l'entretien du métro de Londres se sont soldés par des échecs et que le travail est maintenant retourné sous la responsabilité de la société d'État.